# Reality capture
 (juin 2021).
 (janvier 2018).
Si vous disposez d'ouvrages ou d'articles de référence ou si vous connaissez des sites web de qualité traitant du thème abordé ici, merci de compléter l'article en donnant les références utiles à sa vérifiabilité et en les liant à la section « Notes et références ».
La Reality Capture, en français capture de la réalité, regroupe l’ensemble des moyens utilisés pour capturer l’existant. 
Rattachée au secteur du BIM, elle s’applique à tout ce qui est réel. Cela peut être un bâtiment, une voiture, un terrain ou encore des bureaux. 

## Histoire
Il y a une dizaine d'années[évasif], la Reality Capture n’existait pas, les relevés se faisaient donc à la main, méthode fastidieuse et imprécise. Certes, la création d’une maquette numérique BIM à partir de données nuages de points 3D n’est pas facile. Cette pratique nécessite un apprentissage important de la part des techniciens. La valeur ajoutée de cette technique se situe dans le stockage de toutes ces maquettes numériques BIM servant, ainsi, de base à n’importe quelle étape du projet. Cette maîtrise, très développée majoritairement sur le continent américain depuis quelques années. La Reality Capture est devenue une approche essentielle grâce au BIM qui modifie, lui aussi, les méthodes de conception et donc de relevé.

## Fonctionnement
Cette technique, aussi complexe soit-elle, ne se divise qu’en trois phases : la phase de relevé, la phase de traitement et la phase finale de modélisation. 
La première étape consiste à relever la surface existante souhaitée en utilisant différents outils (drones, photogrammétrie terrestre, scanners fixes ou mobiles). La donnée issue des relevés 3D forme un nuage de points. C’est ici qu’intervient la phase de traitement sur des postes de travail ultra performants. Les techniciens relient ces nuages de points à l’aide de logiciels pour ne former qu’un. Puis, pour ajouter la couleur, ils superposent des photos aux nuages de points. 
À l’issue de ce traitement, les techniciens seront amenés à modéliser ces données en 3D. Modèle final qui servira à l’architecte, au bureau d'études ou directement à l’entreprise BTP pour la construction et la mise en œuvre du projet.

## Les outils
Le scanner laser fixe est utilisé pour des relevés précis de bâtiments, d’ouvrages, d’objets ou d’espaces et permet de fournir une documentation hautement détaillée. En général, le scanner fixe est le matériel de capture le plus utilisé dans les entreprises de Scan to BIM. 
Le drone permet de survoler n’importe quelle surface ou structure. Il est donc l’outil adapté à un relevé de grands espaces ou de bâtiments difficiles d’accès.
Le scanner laser mobile permet d’effectuer des relevés laser de grande envergure dans des projets d’urbanisme ou d’aménagement à une vitesse beaucoup plus importante que les systèmes fixes. Ce dispositif est le plus souvent accroché à un véhicule en mouvement.

## Avantages
La Reality Capture permet :
- De faciliter la collaboration entre les différents intervenants au projet,
- De minimiser les pertes de temps inutiles assurant ainsi à l’utilisateur de gagner de l’argent,
- Une conception plus aboutie réduisant les coûts globaux,
- De réduire les erreurs et de gagner en efficacité lors des différentes étapes de la construction.

## Secteurs d'activité
La Reality Capture peut être utilisée dans n'importe quel secteur d'activité allant de l'archéologie pour modéliser des empreintes de dinosaures au nucléaire pour démanteler des zones contaminées restrictives. 

## Plateformes dédiées à l'hébergement et à l'exploitation de données 3D

### ATIS.cloud
ATIS.cloud est une plateforme SaaS collaborative sécurisée développée depuis 2018 et entièrement hébergée en ligne permettant entre autres de traiter, mesurer, visualiser et partager des nuages de points lourds et des maquettes numériques avec leurs équipes sans utiliser les performances de leurs PC et sans dupliquer la donnée sur leurs disques durs. Cet outil a été développé en Scale cloud computing, il ne dispose donc pas de limitation de stockage. L’espace Viewer 3D utilise la technologie Potree.org, un moteur de rendu Web destiné aux nuages de points lourds.
Peuvent être importés sur ATIS.cloud : 
- Les nuages de points aux formats e.57, .las, .laz, .pts, .ptx, ., .rcp, .rcs.
- Les maquettes numériques aux formats .obj, .fbx, .ifc...

Une gestion de projet a été intégrée fin 2020 afin de mieux pouvoir échanger avec les différents interlocuteurs.

## Logiciels pour le relevé laser

### ReCap
Le logiciel Autodesk ReCap permet aux utilisateurs de créer un modèle 3D précis en quelques minutes et de réduire le temps de traitement d’un projet en retirant automatiquement des éléments inutiles tels que des personnes, des véhicules, des arbres, , etc.
ReCap peut importer un grand nombre de formats de données capturées provenant de sources variées, mais la donnée qu’il convient d’importer dans ce logiciel est la donnée issue du relevé laser ou de la photogrammétrie digitale. Il pourra ensuite traiter cette information pour créer un modèle 3D As-Built qui sera utilisé lors de la création de projets dans d’autres logiciels tels que Revit et Infraworks.  

## Logiciels pour la photogrammétrie aérienne

### PIX4D
Pix4D est un logiciel qui utilise la photogrammétrie et des algorithmes pour transformer des données RGB et multispectrales en modèles 3D.

### AGISOFT PhotoScan
Il permet la génération automatisée de nuages de points denses, de modèles 3D texturés, de modèles numériques de surface (MNS) et modèles numériques de terrain (MNT).